# Althepus bako
Althepus bako is een spinnensoort uit de familie Psilodercidae. De soort komt voor in Borneo.